# Zhou Fang

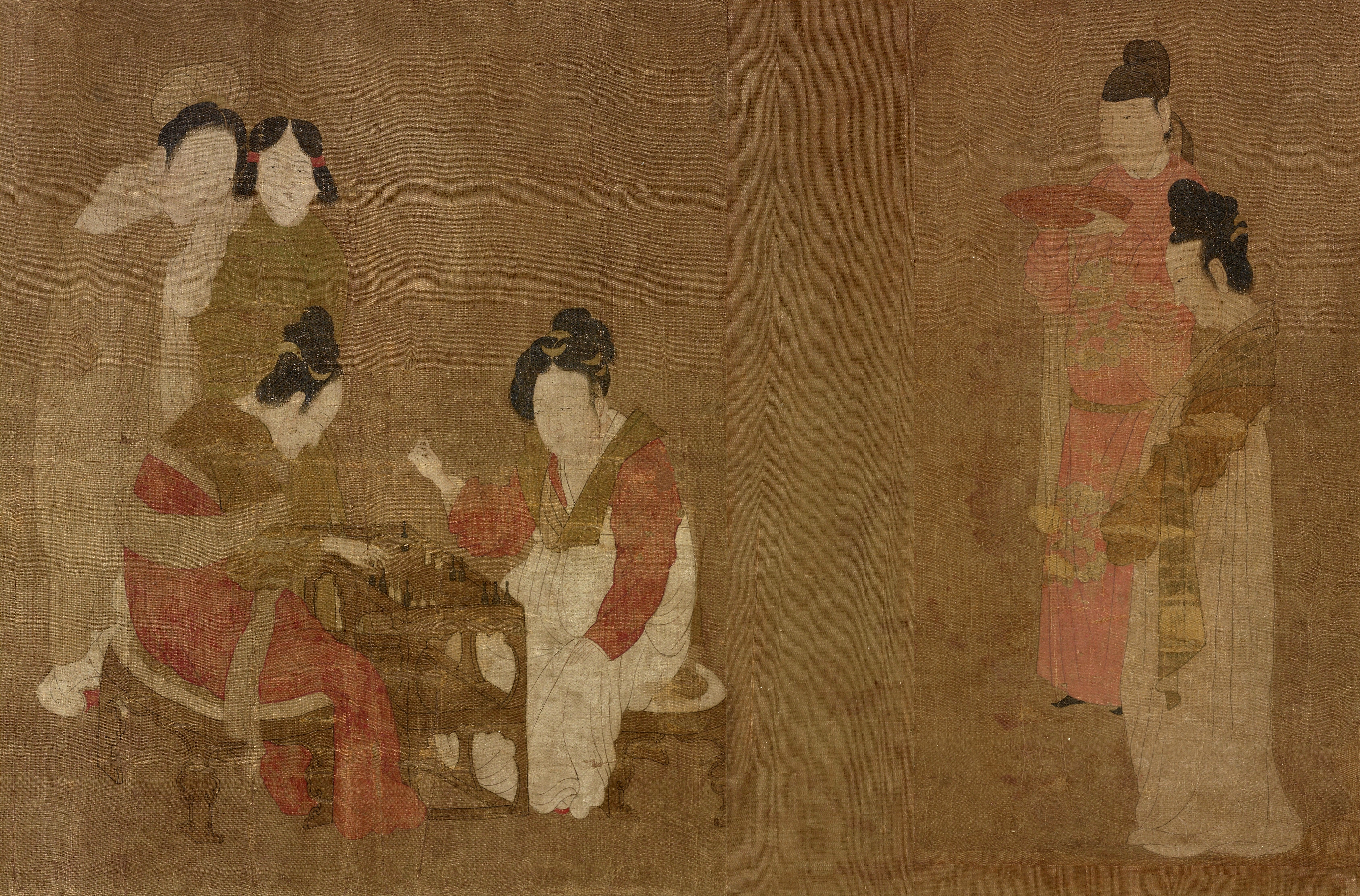

Zhou Fang (周昉) ou Chou Fang ou Tcheou Fang, surnom: Zhonglong et Jingyuan (né vers 730, mort vers 810)  est un peintre chinois des VIIIe – IXe siècles originaire de Changan.

## Biographie
Tandis qu'à partir du milieu de la période Tang, les artistes, sous l'impulsion de Wu Daozi (700-760), se désintéressent de plus en plus de la couleur au profit du pouvoir expressif du trait, les plus conservateurs parmi les artistes de la cour s'en tiennent toujours au contour mince et aux pigments minéraux très vifs. Deux d'entre eux se spécialisent dans les portraits de dames du palais, Zhang Xuan dans la première partie du VIIIe siècle et Zhou Fang dans la seconde.
Celui-ci décore aussi des peintures murales les temples bouddhiques de la capitale, mais son plus grand titre de gloire reste ses portraits de femmes, de sorte qu'il crée presque un type standard. Certes il ne nous restent que des copies, mais elles montrent combien cet artiste est différent de Zhang Xuan. Les sujets sont les mêmes: il s'agit toujours des loisirs et des occupations des dames de la cour, dont les visages sont dépourvus d'expression, ainsi que la bienséance le prescrit.
Sur la relation en Zhang Xuan et Zhou Fang, Zhang Yanyuan (815-877) écrit de manière explicite: «Au début, Zhou Fang imitait la peinture de Zhang Xuan, puis, plus tard, il devient quelque peu différent. Il atteint la perfection dans le style, consacrant tout son art à représenter des gens riches et prestigieux, évitant toute réminiscence de vie villageoise rustique. Son dessin des costumes est simple mais puissant, sa coloration douce mais pourtant élaborée».
Bien qu'il classe les deux peintres dans le même genre, cet exposé révèle leurs positions historiques différentes: Zhang Xuan a vécu à une époque où l'imagerie des dames de la cour restait à styliser, Zhou Fang à une époque où les personnages atteignent le summum de la stylisation. Nous pouvons par conséquent  comprendre pourquoi Xuan reste dans l'ombre, alors que Zhou Fang se trouve placé au-dessus de tous les maîtres Tang (y compris Yan Liben, Li Sixun et d'autres), à l'exception de Wu Daozi.
Toutefois chez Zhou Fang, les dames de la cour ont un air méditatif qui, s'il ne trahit ni une grande intelligence ni une forte personnalité, traduit du moins un état de conscience, à travers leurs regards et, plus encore peut-être, leurs attitudes, leurs gestes: l'inclinaison d'une tête, la position d'une main. Ainsi un petit rouleau horizontal de la Freer Gallery of Art de Washington, en encre et couleur sur soie, représentant des Dames jouant au tric-trac, lui est attribué.
Si l'on observe les rapports entre les deux femmes qui jouent, entre elles et leurs amies, la rêverie de la jeune fille au regard noyé, on serait presque tenté d'y déceler une certaine profondeur psychologique que quelques lignes simples suffisent à exprimer. L'artiste nous livre toute l'évanescence d'un moment isolé dans le temps, sinon ce qui permettrait d'en dépasser le présent immédiat dans la recherche d'implication psychologiques plus profondes. C'est l'incarnation d'un moment, l'essence même de l'existence qui passe.

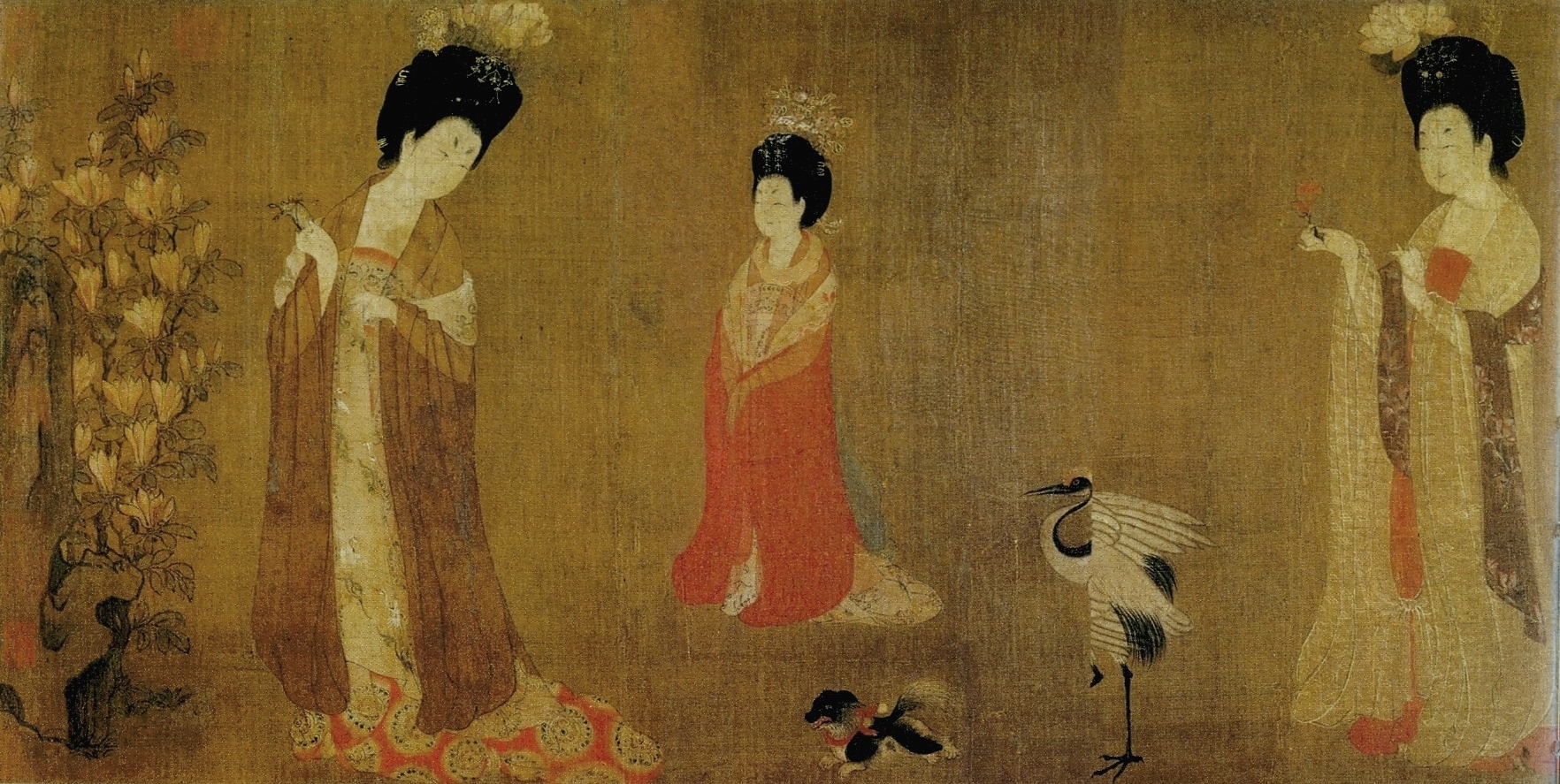
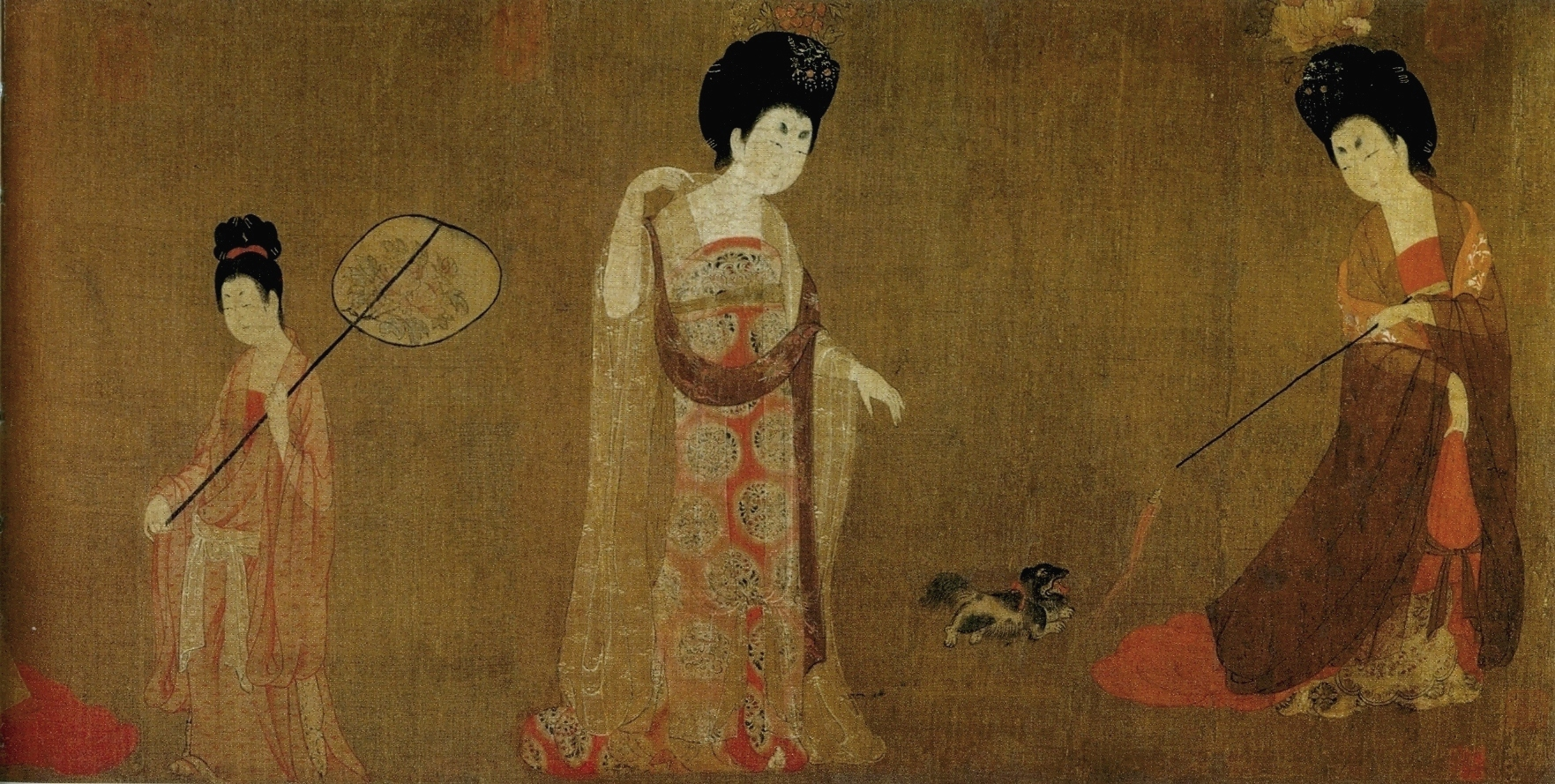
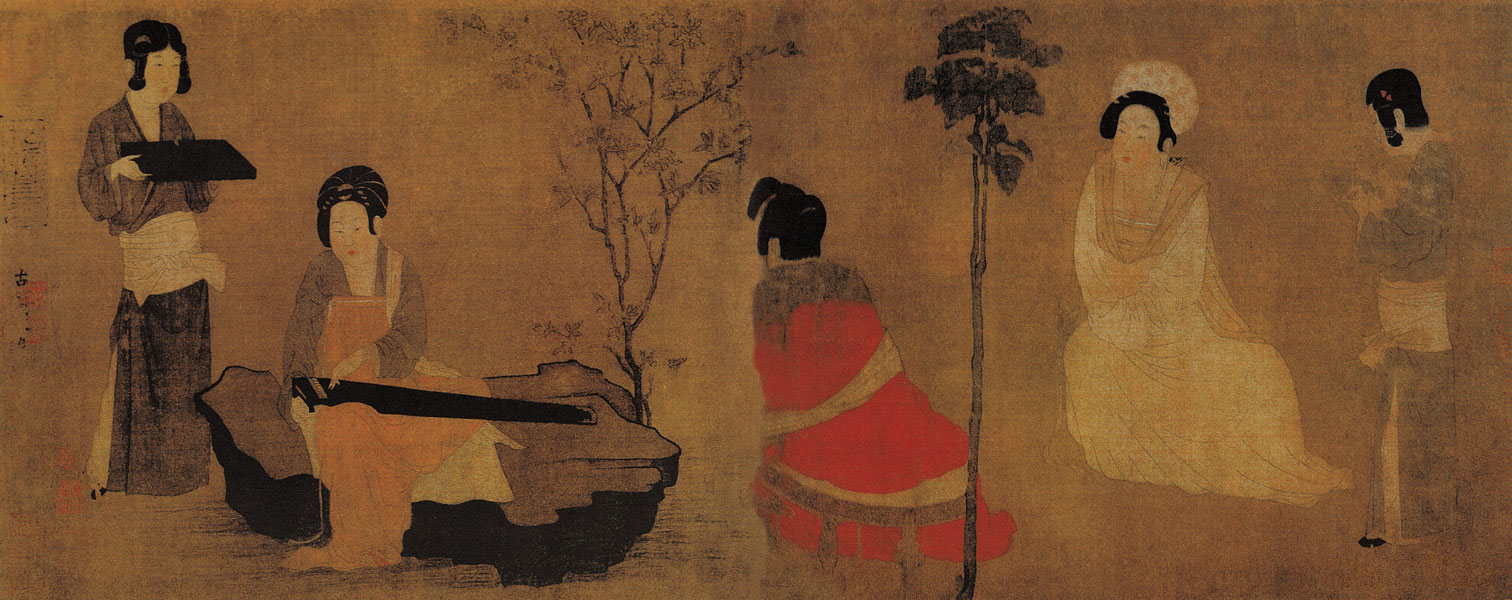

## Musées

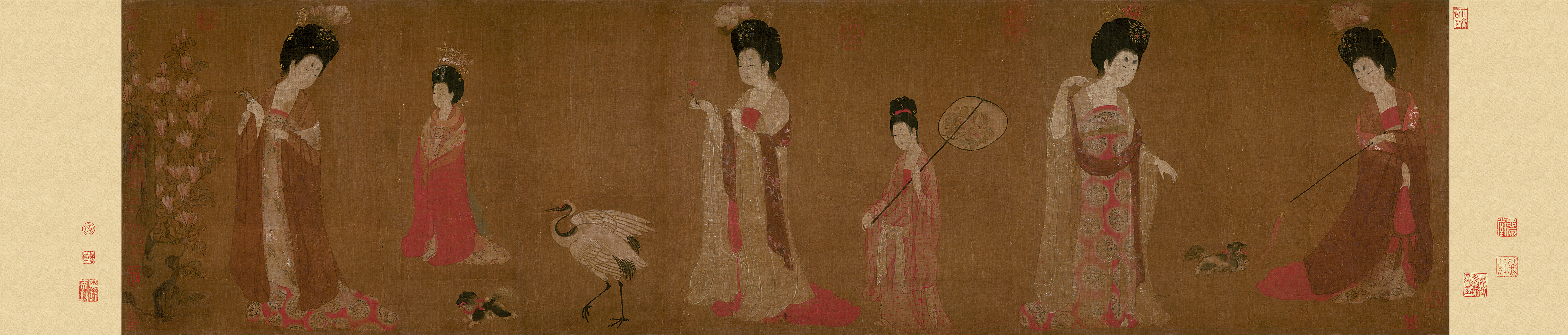

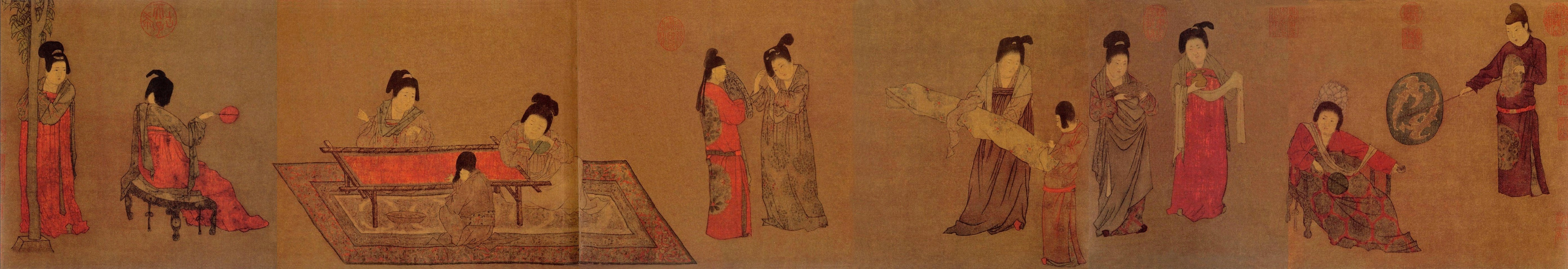

- Kansas City  (Nelson Gal. of Art):
  - Dames écoutant de la musique, petit rouleau en longueur, peut-être pré-song.
- New York (Metropolitan Museum of Art):
  - Cinq femmes sur le sol jouant avec des enfants, dans le style du peintre.
- Taipei  (Nat. Palace Mus.):
  - Dames jouant au tric trac.
  - Dames assises sur le sol écrivant un poème, grande feuille d'album.
  - Cinq lettrés écoutant de la musique sous un pin.
- Washington DC (Freer Gallery of Art):
  - Dames jouant au tric trac, encre et couleurs sur soie, rouleau en longueur.
  - Trois dames, bananier et rochers, peut-être d'après un original.
  - Femme assise sur le sol devant un écran brodé.